# フィリピン・アリーナ
フィリピン・アリーナ（Philippine Arena）はフィリピン・ボカウェのシウダード・デ・ビクトリアに位置する世界最大規模の多目的アリーナ。隣接地にはフィリピン・スポーツ・スタジアムがある。2023年FIBAバスケットボール・ワールドカップが開催。